# Paesi Bassi ai XVI Giochi olimpici invernali
I Paesi Bassi parteciparono ai XVI Giochi olimpici invernali, svoltisi ad Albertville, Francia, dall'8 al 23 febbraio 1992, con una delegazione di 19 atleti impegnati in due discipline.